# العلاج المعرفي المعتمد على اليقظة الكاملة
العلاج المعرفي المعتمد على اليقظة الكاملة (إم بي سي تي) هو أحد نهج العلاج النفسي التي تستخدم وسائل العلاج المعرفي السلوكي (سي بي تي) بالتشارك مع الممارسات التأملية لليقظة الكاملة وغيرها من الاستراتيجيات النفسية المماثلة. تعود نشأة مفهوم هذا النهج العلاجي وتطوره إلى نهج شرق آسيا التقليدية للطب، والفلسفة والروحانية بالجانبين التكويني والوظيفي، إذ يُعتبر وليد المبادئ الأساسية الكامنة خلف النصوص والمذاهب والتعاليم الطبية الكلاسيكية للطاوية، والبوذية والصينية التقليدية.
شهد العلاج المعتمد على اليقظة الكاملة اهتمامًا واسعًا في الآونة الأخيرة من المجتمع الطبي والعلمي في الغرب، ما أدى إلى تطوير العديد من النهج المبتكرة الجديدة للصحة النفسية. تتمثل إحدى هذه النهج في علاج الوقاية من الانتكاس الموجه للأفراد المصابين بالاضطراب الاكتئابي الشديد (إم دي دي). يتميز العلاج المعرفي المعتمد على اليقظة الكاملة عن غيره من العلاجات القائمة على اليقظة الكاملة بتركيزه على الاضطراب الاكتئابي وإيلاء الاهتمام لعمليات التفكير السلبي مثل المعتقدات الخاطئة والاجترار. يمثل تقليل الضغط القائم على العقلانية (إم بي إس آر)، على سبيل المثال، أحد البرامج الأكثر عمومية والمستخدمة في ممارسة اليقظة الكاملة. يمكن اعتبار تقليل الضغط القائم على العقلانية برنامج تدخل جماعي، بشكل مماثل للعلاج المعرفي المعتمد على اليقظة الكاملة، إذ يستخدم اليقظة الكاملة للمساعدة في تحسين حياة الأفراد المصابين بأمراض سريرية مزمنة ودرجات عالية من الضغط النفسي.
يستخدم العلاج المعرفي المعتمد على اليقظة الكاملة عددًا من الوسائل المستوحاة من العلاج المعرفي السلوكي، مثل رفع مستوى وعي المشاركين بالاكتئاب ودور الذي تلعبه المعرفة فيه. يتبنى «إم بي سي تي» العديد من الممارسات المستخدمة في العلاج المعرفي السلوكي ويطبق جوانب اليقظة الكاملة على النهج المتبع. تشمل إحدى الأمثلة «اللامركزية»، أي التركيز على الوعي بجميع الأفكار والمشاعر الواردة وقبولها، دون التعلق بها أو التفاعل معها. تهدف هذه العملية إلى مساعدة الفرد على تجنب الانخراط في النقد الذاتي، والاجترار والحالات المزاجية المزعجة التي قد تنشأ عند التفاعل مع أنماط التفكير السلبي.
بشكل مشابه للعلاج المعرفي السلوكي، يعمل «إم بي سي تي» على نظرية أسباب المرض التي تنص على عودة الأفراد الذين يمتلكون تاريخًا من الاكتئاب إلى العمليات المعرفية التلقائية التي من شأنها تحريض النوبة الاكتئابية عند إصابتهم بالضيق. يهدف «إم بي سي تي» إلى قطع هذه العمليات التلقائية ومساعدة المشاركين على تعلم كيفية إنقاص تركيزهم على التفاعل مع المنبهات الواردة، وقبولها ومراقبتها دون أحكام عوضًا عن ذلك. بالمثل، تشجع ممارسة اليقظة الكاملة المشارك على ملاحظة لحظة حدوث العمليات التلقائية إلى جانب تعديل تفاعلهم معها ليصبح مجرد تفكر فيها. فيما يتعلق بالتطور، يعمل «إم بي سي تي» على تعزيز الوعي بالأفكار، ما يساعد الأفراد على إدراك الأفكار السلبية المؤدية إلى الاجترار. من المفترض أن هذا الجانب من «إم بي سي تي» مسؤول عن النتائج السريرية الملحوظة.
بالإضافة إلى استخدام «إم بي سي تي» في تقليص أعراض الاكتئاب، يدعم التحليل التلوي الذي نفذه شيزا وسيريتي (2014) فعالية تأمل اليقظة الكاملة في التخفيف من حالات التوق الشديد لدى الأفراد الذين يعانون من مشاكل تعاطي المخدرات. يتداخل الإدمان بشكل واضح مع قشرة فص الجبهة، ما يسمح في العادة لمناطق الدماغ الحوفية وشبه الحوفية بتأخير حالة الإشباع الفوري للفوائد طويلة الأمد. تشكل النواة المتكئة، بالترافق مع المنطقة السقيفية البطنية، صلة الوصل المركزية في دائرة المكافأة. تُعتبر النواة المتكئة أيضًا إحدى أكثر بنى الدماغ ارتباطًا بالاعتماد على المخدرات. في تجربة على المدخنين، خضع المشاركون لممارسات تأمل اليقظة الكاملة على مدى أسبوعين بإجمالي 5 ساعات من التأمل، واختبروا انخفاضًا بما يقارب 60% من نسبة التدخين بالإضافة إلى انخفاض حالة التوق لديهم، إذ شملت هذه النتائج المدخنين الذين لم يمتلكوا أي نية سابقة للإقلاع عن التدخين. يكشف التصوير العصبي لأولئك الذين يمارسون تأمل اليقظة الكاملة انخفاض النشاط في قشرة فص الجبهة.

## خلفية
شكل تقليد التعلم المعرفي اليقظ جزءًا هامًا من الممارسات البوذية والطاوية وتقليدًا مستمرًا لآلاف السنين في آسيا الشرقية، يُعتبر أيضًا أحد المكونات الهامة للطب الصيني التقليدي واستُخدم بشكل واسع في الداوين، والتاي تشي، والتشي كونغ، وووكسنغ هيتشيداو كعلاج معتمد على الطب التقليدي متداخل الأقسام بهدف الوقاية، وعلاج الأمراض، والألم والمعاناة في كبطل من العقل والجسم.
في عام 1991، وضع فيليب برنارد وجون تيسدال مفهومًا متعدد المستويات للعقل معروفًا باسم «الأنظمة الفرعية المعرفية المتفاعلة» (آي سي إس). يستند هذا النموذج إلى مفهوم برنارد وتيسدال بامتلاك العقل مجموعة من الأنماط المتعددة المسؤولة عن تلقي المعلومات الجديدة معرفيًا وشعوريًا إلى جانب معالجتها. يربط هذا المفهوم خطر تعرض الفرد للاكتئاب مع درجة اعتماده على نمط واحد للعقل، ما يسبب الحظر الضار للأنماط الباقية. يتمثل النمطان الرئيسيان للعقل في نمط «الفعل» ونمط «الكون». يُعرف نمط «الفعل» أيضًا باسم النمط «الانقيادي». يُعد هذا النمط موجهًا بشكل كبير نحو الهدف ويمكن تحريضه عند تطوير العقل لتعارض بين كيفية كون الأشياء الفعلية وكيف يتمنى أن تكون. يتمثل النمط الرئيسي الثاني للعقل في نمط «الكون». لا يركز هذا النمط على الوصول إلى أهداف محددة؛ عوضًا عن ذلك، يتمحور التركيز حول «القبول والسماح بوجود الأشياء كما هي»، دون ضغط فوري لتغيير الأشياء. يتمثل المكون المركزي للأنظمة الفرعية المعرفية المتفاعلة في الوعي ما وراء المعرفي: القدرة على اختبار المشاعر والأفكار السلبية باعتبارها أحداثًا عقلية عابرة خلال العقل، عوضًا عن اعتبارها جزءًا من الذات. يمتلك الأفراد ذو الدرجة العالية من الوعي ما وراء المعرفي القدرة على تجنب الاكتئاب وأنماط التفكير السلبي بسهولة أكبر خلال أوضاع الحياة المسببة للضغط، مقارنة بالأفراد ذوي الدرجة المنخفضة من الوعي ما وراء المعرفي. ينعكس الوعي ما وراء المعرفي بانتظام من خلال قدرة الفرد على تحقيق اللامركزية. تُعد اللامركزية القدرة على استيعاب الأفكار والمشاعر بوصفها حوادث غير دائمة أو موضوعية في العقل.
في نموذج برنارد و تيسدال (1991)، ترتبط الصحة العقلية بقدرة الفرد على تجنب الانخراط في نمط واحد أو التنقل بسهولة من نمط عقلي لآخر. يمتلك الأفراد القادرون على التنقل بين أنماط العقل المختلفة بمرونة تبعًا لأوضاع البيئة أفضل حالة ممكنة. يقترح نموذج «آي سي إس» أن نمط «الكون» أكثر أنماط العقل قدرة على توليد تغيرات عاطفية دائمة. نتيجة لذلك، يجب على العلاج المعرفي دعم هذا النمط للوقاية من انتكاس الاكتئاب. دفع هذا تيسدال إلى وضع العلاج المعرفي المعتمد على اليقظة الكاملة، الذي من شأنه تعزيز نمط «الكون».
شارك كل من زيندل سيغال ومارك ويليامز أيضًا في تطوير هذا العلاج، واعتمد العلاج جزئيًا على برنامج تقليل الضغط القائم على العقلانية، الذي طوره جون كابات زن. تعمل النظريات الكامنة خلف النهج القائمة على اليقظة الكاملة للمشاكل النفسية بالاستناد إلى فكرة أن الوعي بالأمور الحالية وعدم التركيز على الماضي أو المستقبل من شأنه جعل الفرد أكثر قدرة على التلاؤم والتعامل مع مسببات الضغط الحالية والمشاعر السلبية باستخدام عقلية مرنة قادرة على القبول، عوضًا عن اتباع أسلوب التجنب، ما يسبب بالتالي إطالة هذه المشاعر.